# Crkva rođenja Blažene Djevice Marije u Novigradu
Crkva  rođenja  Blažene Djevice Marije nalazi se u  Novigradu Zadarskom.

## Opis
Župna crkva  izgrađena je 1890. od bijelog kamena tesanog u obliku križa. Crkva je izvan gradskog zidana na istočnoj strani stare građevine iz 1500. godine, koja je uništena u vrijeme turskih osvajačkih ratova. Izgradnja košta 42.000 austrijskih kruna. Crkvu posvećuje nadbiskup Zadarski 19. listopada 1890. Dujam Maupas. Građevina je jednostavnog tipa sa sakristijom i tri oltara. Oltar je prenesen iz stare crkve Marijina rođenja, od bijelog mramora, ujedno je i glavni oltar. Oltar ima oltarnu palu, i svetohranište sa slikom Marijina porođenja. Slika je restaurirana 1998.
Sa  lijeve strane ulaznih vrata je mramorni oltar s drvenim kipom Gospe Žalosne, ujedno je i zavjetni blagdan župe, kao i drugi oltar sa kipom sv. Josipa  izrađenih  u Zadru 1898. godine. Rad je koštao 18.000  austrijskih kruna. Na glavnom oltaru postavljeni su drveni i posrebreni svijećnjaci. Unutrašnjost je oslikana 1931. Crkva je u fazi obnove

## Vanjske poveznice
|  | Zajednički poslužitelj ima još gradiva o temi Crkva rođenja Blažene Djevice Marije u Novigradu |